# دوغ هاميلتون (لاعب كرة قدم)
دوغ هاميلتون (بالإنجليزية: Doug Hamilton)‏ هو لاعب كرة قدم أمريكي، ولد في 6 مارس 1963، وتوفي في 9 مارس 2006 بسبب نوبة قلبية.